# مسجد امام حسین (گرمسار)
مسجد امام حسین مربوط به دوره قاجار است و در گرمسار، میدان امام، محله حاجی واقع شده و این اثر در تاریخ ۲۵ خرداد ۱۳۸۱ با شمارهٔ ثبت ۵۸۱۰ به‌عنوان یکی از آثار ملی ایران به ثبت رسیده است.